# Municipio de Robinson (Indiana)
El municipio de Robinson (en inglés: Robinson Township) es un municipio ubicado en el condado de Posey en el estado estadounidense de Indiana. En el año 2010 tenía una población de 3942 habitantes y una densidad poblacional de 38,93 personas por km².

## Geografía
El municipio de Robinson se encuentra ubicado en las coordenadas 38°3′1″N 87°45′3″O / 38.05028, -87.75083. Según la Oficina del Censo de los Estados Unidos, el municipio tiene una superficie total de 101.26 km², de la cual 101,22 km² corresponden a tierra firme y (0,03 %) 0,03 km² es agua.

## Demografía
Según el censo de 2010, había 3942 personas residiendo en el municipio de Robinson. La densidad de población era de 38,93 hab./km². De los 3942 habitantes, el municipio de Robinson estaba compuesto por el 98,91 % blancos, el 0,2 % eran afroamericanos, el 0,05 % eran amerindios, el 0,3 % eran asiáticos, el 0,13 % eran de otras razas y el 0,41 % eran de una mezcla de razas. Del total de la población el 0,63 % eran hispanos o latinos de cualquier raza.